# Listă de autori militari
Aceasta este o listă de autori care au scris despre arta războiului:
- Bayo, Anton, revoluționar latino-american, autor al lucrării Manualul luptei de gherilă
- Brecher, Gary, autor al War Nerd (Împătimiții războaielor)
- Boyd, John, inventator al OODA Loop sau ciclului deciziei
- Iulius Cezar, autor al cărții de memorii Despre războaiele cu galii (De Bello Galico) și al lucrării Războaiele lui Alexandru
- Valentin Busuioc, poet și dramaturg român contemporan, n. 1965
- Henri-Pierre Cathala, lucrător în domeniul contraspionajului, autor al lucrării Epoca dezinformării
- Clausewitz, Carl von, general și autor al tratatului Despre război
- Dragomirov, Mikhail, cel mai celebru teoretician militar din Rusia
- Ercilla, Alonso dey Zúñiga, autor al cărțiiLa Araucana
- Frontinus, Sextus Iulius , autor al Stratagematei
- Fuller, J.F.C., teoretician al luptei cu tancuri
- Vo Nguyen Giap, general vietnamez care a proiectat tactica și strategia din războiul câștigat de Vietnam împotriva SUA. Tactica sa a fost decisivă în obținerea victoriei de la Dien Ben Phu
- Goltz, Colmar Freiherr von der, general din secolul al XIX-lea și teoretician al artei războiului
- Guderian, Heinz, general german, a dezvoltat principiul Blitzkrieg (războiul fulger), autor al Achtung Panzer!
- Guevara, Ernesto Che, revoluționar argentinian al cărui jurnal narează luptele la care a participat în Bolivia
- Hart, B.H. Liddell, a propus principiul "metodei indirecte", cu influență asupra tuturor gânditorilor militari din secolul XX
- Johns, Michael, scriitor și analist de politică externă și securitate
- Jomini, Antoine Henri, general, a scris cărți despre Războaiele napoleoniene, inclusiv Précis de l'Art de la Guerre (Scurt tratat de arta războiului) și Traité des grandes opérations militaires (Tratatul marilor operații militare)
- Keegan, John, istoric militar
- Leonhard, Robert, teoretician militar
- Luttwack, Edward, teoretician descoperitor al "paradoxului dinamic" al strategiei militare
- Mao Zedong, chinez lider comunist, teoretician al luptei de gherilă
- Machiavelli, Niccolo, gânditor politic, autor al Principelui și al tratatului Dell'arte della guerra (Arta razboiului)
- Mahan, Alfred Thayer, strateg naval
- Marighela, Carlos, specialist brazilian în "guerrilla urbană ", a scris un Minimanual al războiului de gherilă urbană
- Martin, Tyrone G., expert constituțional american
- Moore, Robin, a scris Vânătoarea lui Ben Laden: Task Force Dagger
- Rosenberg, Arthur, istoric al științelor politice , a scris "istorie a bolșevismului, de la Marx la Primul Plan Cincinal
- Ryan, Cornelius, a scris romanele Ziua cea mai lungă și Un pod prea îndepărtat
- Schalk, Emil, Sumar al artei războiului
- Schlichting, Sigismund von, teoretician al infanteriei din secolul al XIX-lea
- Simpkin, Richard, teoretician militar
- Strachan, Hew, istoric militar
- Suvorov, Alexander, generalissim și autor al Științei victoriei
- Sun Tzu, general și autor al Artei războiului
- Flavius Mauricius Tiberius, împărat bizantin, autorul tratatului militar clasic Strategikon
- Tucidide, autor al Istoriei războaielor peloponesiace
- Verdy du Vernois, Julius von, general și teoretician militar din secolul al XIX-lea
- Xenofon, prin Anabasis înregistrează marșul armatei din grecești　prin Asia Mică
- Miyamoto Musashi, samurai feudal japonez (din secolul al XV-lea), autor al Cărții celor cinci inele
- Flavius Arrianus Xenophon, a scris Anabasis Alexandri Campaniile lui Alexandru cel Mare
- Tsunetomo, Yamamoto, autor al romanului Hagakure

## Vezi și
- Listă de opere științifico-fantastice militare și autori